# Antoinette de Maignelais
Antoinette de Magnelais (1434-1474), előbb VII. Károly francia király, majd pedig II. Ferenc bretagne-i herceg szeretője, valamint házassága révén Villequier bárónéja volt.

## Élete
1434-ben született Jean de Maignelais és Marie de Jouy lányaként. Apja révén unokatestvére volt Agnès Sorelnek, aki 1441-ben, 19 éves korában VII. Károly francia király hivatalos ágyasa lett. A viszonynak Agnès 1450-es halála vetett véget, amikorra a nő már három törvénytelen gyermeket szült a királynak. Agnès halála után Antoinette megismerkedett VII. Károllyal, akinek szemet szúrt a tizennégy éves, csinos lány, aki már 1448-ban megkapta örökségét, Maignelais birtokait. A lány nemsokára Károly szeretője lett.
1450-ben VII. Károly feleségül adta az akkor 16 éves Antoinette-et egy befolyásos nemeshez, André de Villequier báróhoz. Az esküvő alkalmából a király szeretőjének ajándékozta Oléron szigetét, Marennes-t és Arvert-t, valamint évi 2000 livre járadékot, ami élete végéig járt Antoinette-nek. Az asszony négy évnyi házasság után megözvegyült.
Antoinette két leánygyermeket szült a királynak, de őket nem ismerte el Károly sajátjaiként. 1461-ben elhunyt a király, ezért Antoinette más pártfogót talált magának: II. Ferenc bretagne-i herceg szeretője lett, akinek két leányt és két fiút szült. Antoinette 1474-ben halt meg Ferenc udvarában.